# Edelmira Sampedro-Robato

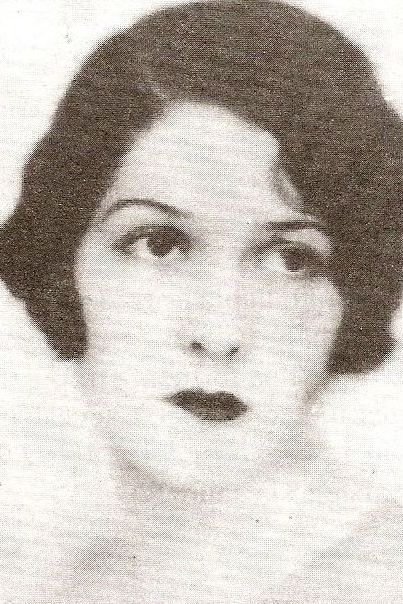
Edelmira Sampedro-Robato

Edelmira Ignacia Adriana Sampedro-Robato (Sagua la Grande (Cuba), 5 maart 1906 - Coral Gables (Florida), 23 mei 1994) was de echtgenote van de toenmalige Spaanse kroonprins Alfons, de oudste zoon van koning Alfons XIII en diens vrouw Victoria Eugénie van Battenberg.
Edelmira was de dochter van een Cubaanse koopman en een Spaanse moeder. Ze ontmoette Alfons in Lausanne, waar Alfons aan het kuren was in verband met zijn ziekte, hemofilie. Ze kwamen elkaar tegen in een bioscoop en waren op slag verliefd.
Hun verhouding kende een moeizame start en een ongelukkig einde. De Spaanse koning keerde zich radicaal tegen het voorgenomen morganatisch huwelijk van zijn zoon, de troonopvolger. Hij zette onmiddellijk de toelage aan zijn zoon stop en liet beslag leggen op Alfons' niet onaanzienlijke wagenpark. Geen enkel lid van de Spaanse koninklijke familie was aanwezig bij het huwelijk dat in 1933 in Lausanne werd voltrokken.
Het huwelijksleven zelf werd gehinderd door enerzijds de ernstige ziekte van haar man, en anderzijds haar eigen jaloezie. Het paar scheidde een aantal keer van tafel en bed, en in 1937 definitief, toen Alfons een verhouding begonnen was met een andere Cubaanse vrouw. Met deze vrouw hertrouwde Alfons, maar dat huwelijk hield maar enkele maanden stand. Alfons en Edelmira verzoenden zich en juist toen ze voornemens waren opnieuw met elkaar in het huwelijk te treden, kwam Alfons om bij een auto-ongeluk in Miami, Florida. Edelmira vestigde zich daarna aanvankelijk in Cuba, om na de Castro-revolutie opnieuw te verhuizen naar Florida. Daar overleed ze, zonder ooit te zijn hertrouwd.